# Arachnura melanura
Arachnura melanura es una especie de araña perteneciente a la familia Araneidae. Se encuentra desde la India a Japón y Sulawesi. Se camufla imitando hojas secas y ramas para atraer a sus presas.